# Mausoleo del Empecinado
El Mausoleo del Empecinado es un monumento funerario que contiene los restos mortales del guerrillero Juan Martín Díez, el Empecinado (Castrillo de Duero, Valladolid, 2 de septiembre de 1775 - Roa, Burgos, 19 de agosto de 1825), militar español y héroe de la Guerra de la Independencia Española.
El mausoleo, proyectado en 1844 e inaugurado en 1851, fue costeado mediante suscripción popular. Situado en la calle Fernán González de la ciudad de Burgos (España), el monumento está rematado por un obelisco.